# Jan Kunc
Jan Kunc (Doubravice, 27 de març de 1883 - Brno, 11 de setembre de 1976) va ser un compositor i director d'orquestra txec.
Es va assenyalar no solament com a compositor sinó també com a director d'orquestra i professor. Fou director del Conservatori de l'Estat de Brno. durant molts anys.
Va estudiar orgue a Brno amb Leoš Janáček i la composició a Praga, amb Vítězslav Novák. Fou crític musical del Lidowé Noviny i director d'orquestra del Teatre Nacional de Praga.
Kunc és, principalment, conegut com a autor d'obres corals i com arranjador de melodies populars txeques.
Per a gran orquestra va compondre el poema simfònic Piseñ mládi (Cant de joventut), llorejat per l'Acadèmia Txeca de Belles Arts, i en el gènere de cambra, va compondre les obres següents:
- Sonata en do menor per a piano, Op. 1 (1903, revisada. 1909–1910)
- Piano Trio en fa menor, Op. 3 (1904)
- Quartet de Corda en sol major, Op. 9 (1909)
- Quatre Peces per a piano, Op. 13 (1906–1927)
- Miniatures per Piano, Op. 19 (1923)
- Sonata per a violí i piano Op. 22 (1925)
- Czech Dances perr Piano, Op. 34 (1947)
- Miniatures per Piano, Op. 38 (1956–1959)
- Miniatures per Quintet de Vent, Op. 39 (1958)